# Accelerated graphics port

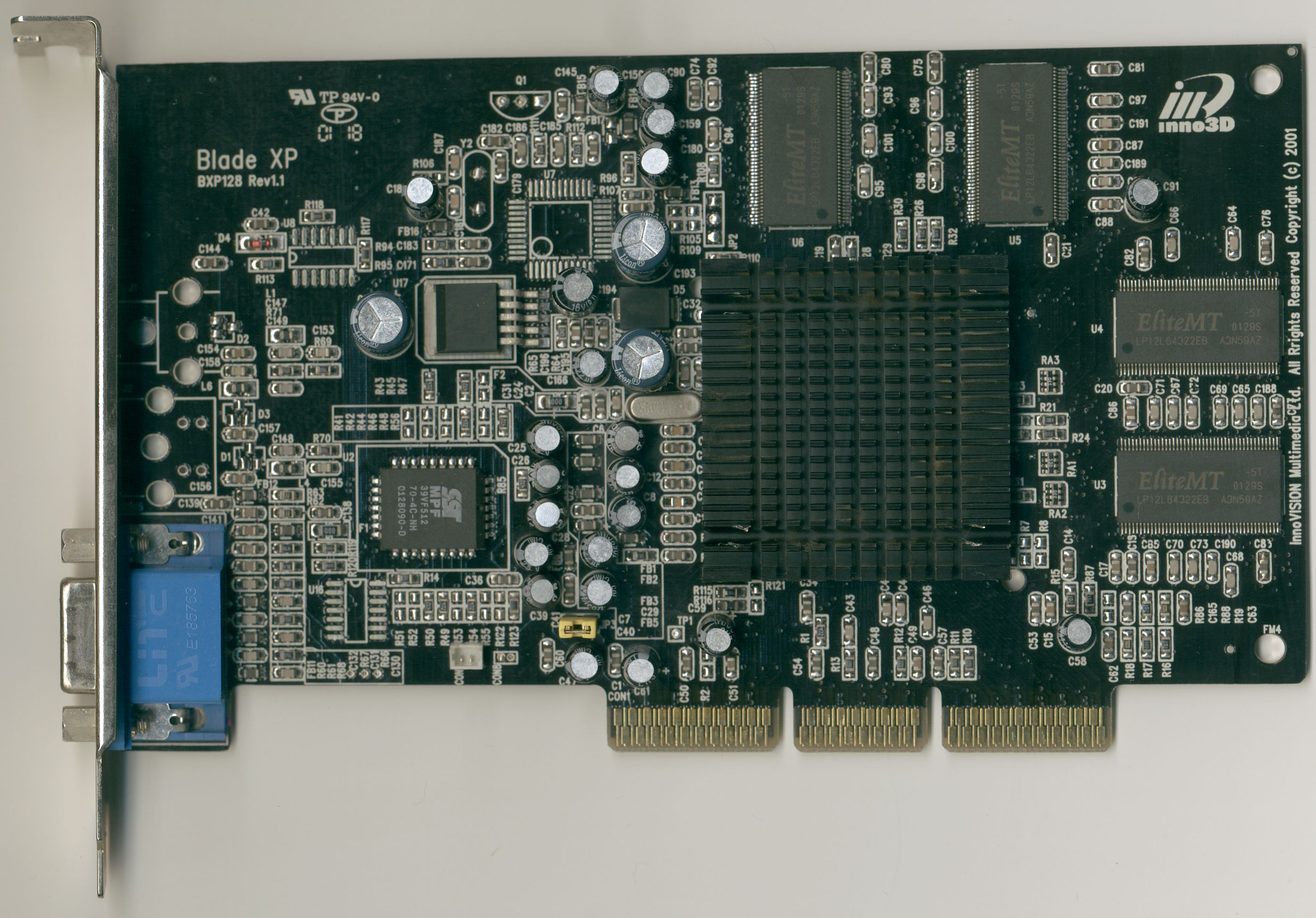
Kort med AGP-kontakt

AGP, akronym av accelerated graphics port, är en databuss i äldre PC-datorer som är avsedd för grafikkort. AGP ersatte PCI-bussen runt år 1997 för anslutning av grafikkort då dessa började kräva mera bandbredd än vad PCI klarar av att leverera. AGP har sedan 2004 blivit helt ersatt av PCI Express. 2008 såldes grafikkort med AGP främst som utbyteskort till den europeiska och nordamerikanska marknaden.

## Varianter
- 1x – 66 MHz / 32-bit; 3.3 V
- 2x – 133 MHz / 32-bit; (3.3 V)
- 4x – 266 MHz / 32-bit; (1.5 V)
- 8x – 533 MHz / 32-bit; (0.8 V)

Klockfrekvensen definierar den maximala bandbredd som bussen klarar av att överföra. Dock hänger det fortfarande på grafikkortet att kunna bearbeta data i tillräcklig takt.